# 200
| [ Edytuj tabelę ] |                            |
| Cesarz Chin       | - 189 Han Xiandi 220       |
| Władca Korei      | - 197 Sansang 227          |
| Papież            | - 199 Zefiryn 217          |
| Król Partów       | - 191 Wologazes V 208      |
| Cesarz Rzymu      | - 193 Septymiusz Sewer 211 |

Rok 200 / CC
stulecia: I wiek ~
II wiek ~
III wiek

lata: 190 «
195 «
196 «
197 «
198 «
199 «
200
» 201
» 202
» 203
» 204
» 205
» 210

## Wydarzenia
- Ludność świata: od 190 mln do 256 mln[1].

- Cesarz rzymski Septymiusz Sewer odwiedził Egipt wraz z żoną Julią Domną i synem Karakallą.
- Z tego roku pochodzą najstarsze znane zapisy runiczne (data sporna lub przybliżona).

## Urodzili się
- Florian, cesarz rzymski (data przybliżona; zm. 276).
- Ma Jun, chiński inżynier i wynalazca (data przybliżona).
- Tacyt, cesarz rzymski (zm. 276).
- Walerian I, cesarz rzymski (data przybliżona; zm. po 260)

## Zmarli
- Galen, rzymski lekarz (ur. ~130).
- Zheng Xuan, chiński konfucjanista (ur. 127).